# مسجد رنكوني عبادان
مسجد رنكوني أو مسجد الرانغونيون (بالفارسية: مسجد رنگونی‌های آبادان) هو مسجد تاريخي بني للعمال الرانغيون يعود إلى عصر الكعبي والدولة البهلوية.، ويقع في مقاطعة عبادان، بمحافظة خوزستان.